# Ian Lavender
Ian Lavender (Birmingham, 16 februari 1946 – 2 februari 2024) was een Brits acteur.
Lavender werd bekend als moedersjongen Frank Pike uit de serie Dad's Army, waarin hij het jongste castlid was. In recentere jaren speelde hij gastrollen in series als Keeping Up Appearances, Peak Practice en Casualty. Tussen 2001 en 2005 speelde hij Derek in EastEnders.
In 2002 stond de serie This Is Your Life in het teken van Lavender. Dat jaar was hij tevens te gast bij The Weakest Link, tijdens een speciale aflevering.
Na het overlijden van acteur Frank Williams in juni 2022 was Lavender het laatste nog levende cast-lid van Dad's Army. Lavender zelf overleed op 2 februari 2024 op 77-jarige leeftijd.

## Filmografie
- Half Hour Story (televisieserie) - David Thompson (afl. Flowers at My Feet, 1968)
- Smoke Screen (televisiefilm, 1969) - Joseph
- The Wednesday Play (televisieserie) - Joseph (afl. Smoke Screen, 1969)
- Z Cars (televisieserie) - Donny Claythorpe (afl. Dear Old Golden Rule Days...: Part 1 & 2, 1969)
- Dad's Army (televisieserie, 1971) - Soldaat Frank Pike
- Man About the House (televisieserie) - Mark (afl. While the Cat's Away, 1974)
- Rising Damp (televisieserie) - Mr. Platt (afl. Stand Up and Be Counted, 1975)
- Three for All (1975) - Carlo
- Confessions of a Pop Performer (1975) - Rodney
- Carry on Behind (1975) - Joe Baxter
- Not Now, Comrade (1976) - Gerry Buss
- Adventures of a Taxi Driver (1976) - Ronald
- Adventures of a Private Eye (1977) - Derek
- Mr. Big (televisieserie) - Ginger (13 afl., 1977)
- Dad's Army (televisieserie) - Soldaat Frank Pike (80 afl., 1968-1977)
- Come Back Mrs. Noah (televisieserie) - Clive Cunliffe (6 afl., 1977-1978)
- Have I Got You...Where You Want Me (televisieserie) - Tom (7 afl., 1981)
- Yes, Minister (televisieserie) - Dr. Richard Cartwright (afl. The Challenge, 1982, The Skeleton in the Cupboard, 1982)
- The Hello Goodbye Man (televisieserie) - Dennis Ailing (6 afl., 1984)
- Behind Enemy Lines (televisiefilm, 1985) - Kolonel Lumsden-Smith
- God's Chosen Car Park (televisiefilm, 1986) - Rol onbekend
- PC Pinkerton (televisieserie) - Rol onbekend (13 afl., 1988, stem)
- Cluedo (televisieserie) - Prof. Plum (afl. Christmas Past, Christmas Present, 1990)
- Keeping Up Appearances (televisieserie) - Excel Alarm-verkoper (afl. Hyacinth Is Alarmed, 1995)
- Peak Praktice (televisieserie) - Mr. Neville (afl. A Child I Dreamed, 1998)
- Goodnight Sweetheart (televisieserie) - Michael Sparrow (afl. My Heart Belongs to Daddy, 1998)
- Casualty (televisieserie) - Benny Jenkins (afl. Benny and the Vets: Part 1 & 2, 1999)
- Doctors (televisieserie) - Ian Bardwell (afl. A Friend in Need, 2000)
- EastEnders (televisieserie) - Derek (177 afl., 2001-2005)
- Doctors (televisieserie) - Trevor Barnstaple (afl. Off the Shelf, 2005)
- Casualty (televisieserie) - Gordon Cunningham (afl. Close Encounters, 2007)
- Doctors (televisieserie) - Peter Rogers (afl. Bad Boys, 2007)
- Dad's Army (film 2016) - Brigadier Pritchard

- International Standard Name Identifier: 0000 0003 7205 7949
- Library of Congress Control Number: no2011106822
- MusicBrainz: a9741b06-fbb7-433a-950c-fc29d893c2fc
- Virtual International Authority File: 172651818
- WorldCat: E39PBJfCxhwXdT4Y8CpFHKf6rq